# ATC kód D01
ATC kód D01 Antimykotika k užití  v dermatologii je hlavní terapeutická skupina anatomické skupiny D. Dermatologika.

## D01A Antimykotika pro lokální aplikaci

### D01AA Antibiotika
D01AA02 Natamycin

### D01AC Imidazolové a triazolové deriváty
D01AC01 Klotrimazol
D01AC03 Ekonazol
D01AC08 Ketokonazol
D01AC10 Pifonazol
D01AC11 Oxikonazol
D01AC16 Flutrimazol
D01AC20 Imidazolové a triazolové deriváty, kombinace
D01AC60 Bifonazol, kombinace

### D01AE Jiná antimykotika k zevnímu použití
D01AE04 Kyselina undecylenová
D01AE14 Ciclopirox
D01AE15 Terbinafin
D01AE16 Amorolfin

## D01B Antimykotika pro systémovou aplikaci

### D01BA Antibiotika
D01BA02 Terbinafin

## Poznámka
- Registrované léčivé přípravky na území České republiky.
- Informační zdroj: Státní ústav pro kontrolu léčiv, Všeobecná zdravotní pojišťovna.